# أندري جورجي
أندري جورجي (بالإسبانية: Andrei Gheorghe) هو رياضي خماسي غواتيمالي، ولد في 14 سبتمبر 1987 في بوخارست في رومانيا.

## وصلات خارجية
- أندري جورجي على موقع اللجنة الأولمبية الدولية (الإنجليزية)
- أندري جورجي على موقع أوليمبيديا (الإنجليزية)